# Naomi Scott
Naomi Scott (* 6. května 1993, Hounslow, Londýn, Spojené království) je britská herečka a zpěvačka. Nejvíce se proslavila rolí Kimberly Hart / Růžového strážce ve filmu Power Rangers: Strážci vesmíru. Také si zahrála roli Maddy Shannon ve sci-fi dramatu Terra Nova. Objevila se v televizním filmu Lemonade Mouth na stanici Disney Channel.

## Životopis a kariéra

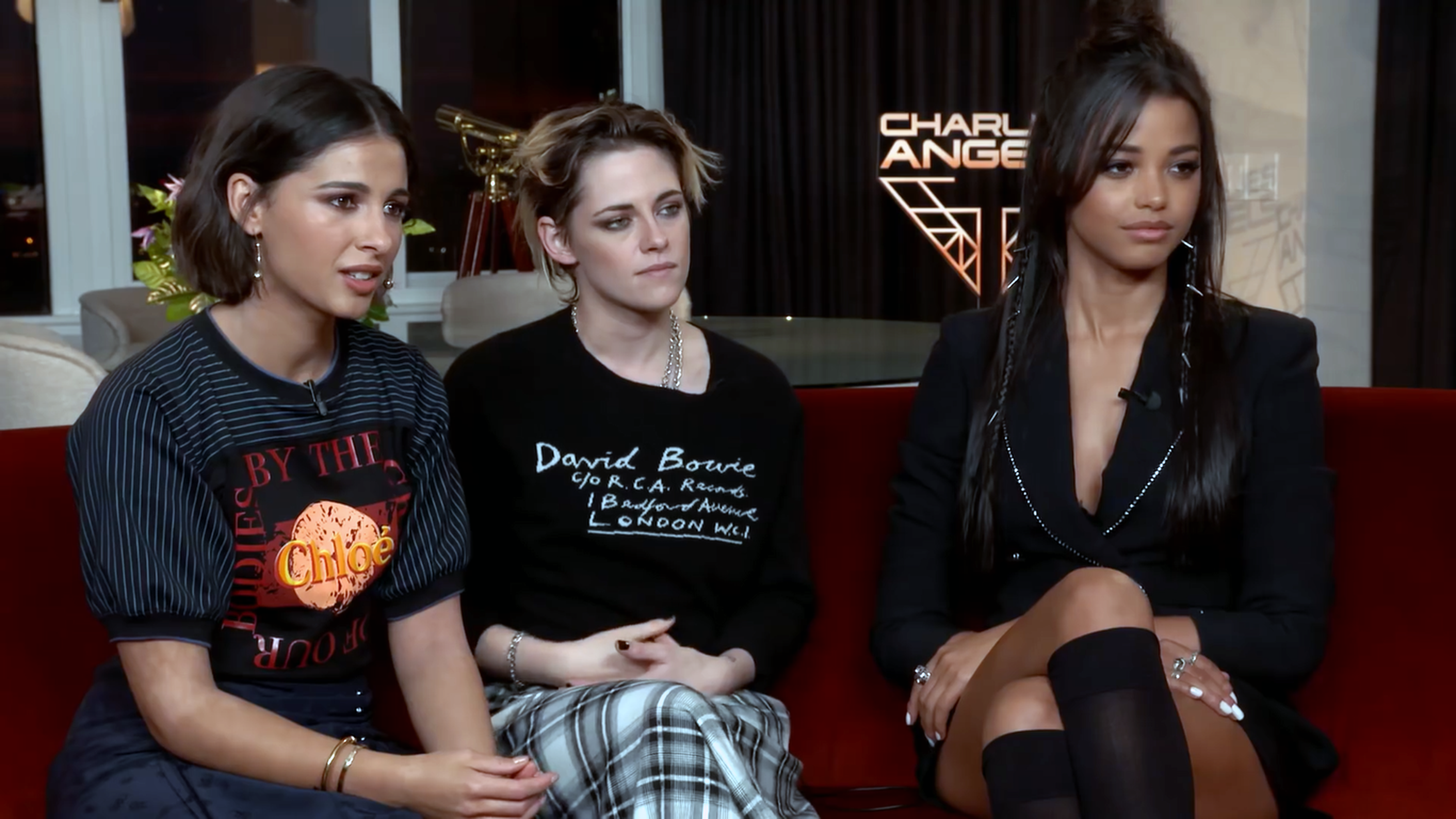
Naomi Scott, Kristen Stewart a Ella Balinska během rozhovoru o filmu Charlieho andílci, listopad 2019.

Scott se narodila v Londýně v Anglii. Její matka Usha Scott (rozená Joshi) pochází z Ugandy a její otec Christopher Scott je Brit. Její otec pracuje jako pastor v kostele Bridge Church ve Woodfordu v Redbridge.

## Kariéra
Svojí pěveckou kariéru zahájila v kapele Bridge Church Youth Band. Navštěvovala školu Davenant Foundation School, kde pravidelně vystupovala ve školních muzikálech a dramatických produkcích. Později byla objevena zpěvákem Bryanem Kellem, který s ní podepsal smlouvu a Scott se tak stala jeho klientkou. Spolupracovala s britským produkčním a skladatelským týmem Xenomania.
Její první větší role přišla s televizním seriálem Life Bites na stanici Disney Channel. V roce 2010 byla obsazena do původního filmu Disney Lemonade Mouth, ve kterém hrála roli Mohini Banarjee. Ten samý rok byla obsazena do sci-fi seriálu Terra Nova, který měl premiéru na americké stanici Fox v září roku 2011. Seriál měl však jen jednu řadu. V roce 2013 si zahrála v hudebním videu k písničce „Hurricane“ od Bridgit Mendler. V srpnu 2014 vydala EP s názvem Invisible Division. V roce 2016 získala jednu z hlavních rolí ve filmu Power Rangers: Strážci vesmíru. V červenci 2018 bylo potvrzeno, že získala jednu z hlavních rolí Andílků ve filmu Charlieho andílci.
V roce 2019 si zahrála roli princezny Jasmíny v hraném remaku filmu Aladin.

## Osobní život
V červnu 2014 si po čtyřech letech vztahu vzala fotbalistu Jordana Spenceho.

## Filmografie
| Rok  | Název                          | Role                          | Poznámky            |
| ---- | ------------------------------ | ----------------------------- | ------------------- |
| 2013 | Modern/Love                    | Harper                        | krátkometrážní film |
| 2013 | Our Lady of Lourdes            | Lourdes                       | krátkometrážní film |
| 2014 | Hello, Again                   | Maura                         | krátkometrážní film |
| 2015 | 33 životů                      | Escarlette Sepulveda          |                     |
| 2015 | Marťan                         | Ryoko                         |                     |
| 2017 | Power Rangers: Strážci vesmíru | Kimberly Hart/ Růžový strážce |                     |
| 2019 | Aladin                         | Princezna Jasmína             |                     |
| 2019 | Charlieho andílci              | Elena Houghlin                |                     |
| 2024 | Úsměv 2                        | Skye Riley                    |                     |

| Rok     | Název             | Role                 | Poznámky                        |
| ------- | ----------------- | -------------------- | ------------------------------- |
| 2008–09 | Life Bites        | Megan                | hlavní role, 11 dílů            |
| 2011    | Lemonade Mouth    | Mohini "Mo" Banjaree | televizní film (Disney Channel) |
| 2011    | Terra Nova        | Maddy Shannon        | hlavní role, 13 dílů            |
| 2013    | By Any Means      | Vanessa Velasquez    | díl: “Episode 1.3“              |
| 2015–16 | Vraždy v Oxfordu  | Sahira Desai         | vedlejší role (9. řada), 2 díly |
| 2022    | Anatomie skandálu | Olivia Lytton        | hlavní role, 5 dílů             |

## Diskografie

### EP
| Název              | Poznámky                                                                        |
| ------------------ | ------------------------------------------------------------------------------- |
| Invisible Division | - Vydáno: 25. srpna 2014 - Formát: ke stažení - Nahrávací společnost: Nezávislá |
| Promises           | - Vydáno: 5. srpna 2016 - Format: ke stažení - Nahrávací společnost: Nezávislá  |

### Singly
| Název               | Rok  | Album              |
| ------------------- | ---- | ------------------ |
| „Motions“           | 2014 | Invisible Division |
| „Fool“              | 2016 | Promises           |
| „Vows“              | 2017 | bez-alba           |
| „Irrelevant“        | 2018 | bez-alba           |
| „So Low/Undercover“ | 2018 | bez-alba           |

Singly, na kterých se objevila
| Název                                            | Rok  | Pozice v žebříčcích | Pozice v žebříčcích | Pozice v žebříčcích | Album              |
| Název                                            | Rok  | US                  | US Heat             | UK                  | Album              |
| ------------------------------------------------ | ---- | ------------------- | ------------------- | ------------------- | ------------------ |
| „Breakthrough“ (s obsazením Lemonade Mouth)      | 2011 | 88                  | 11                  | 200                 | Lemonade Mouth     |
| „Fall From Here“ (Nick Brewer feat. Naomi Scott) | 2014 | —                   | —                   | —                   | Four Miles Further |

### Další
| Název                   | Rok  | Další umělci            | Album          |
| ----------------------- | ---- | ----------------------- | -------------- |
| „She's So Gone“         | 2012 | —                       | Lemonade Mouth |
| „Here We Go“            | 2012 | Obsazení Lemonade Mouth | Lemonade Mouth |
| „More Than a Band“      | 2012 | Obsazení Lemonade Mouth | Lemonade Mouth |
| „Livin' on a High Wire“ | 2012 | Obsazení Lemonade Mouth | Lemonade Mouth |
| „Speechless (Part 1)“   | 2019 | —                       | Aladin         |
| „A Whole New World“     | 2019 | Mena Massoud            | Aladin         |
| „Speechles (Part 2)“    | 2019 | —                       | Aladin         |
| „Speechles (Full)“      | 2019 | —                       | Aladin         |

### Hudební videoklipy
| Název            | Year | Director        | Notes |
| ---------------- | ---- | --------------- | ----- |
| „Hurricane“      | 2003 | Robert Hales    |       |
| „Fall From Here“ | 2014 | Matthew Walker  |       |
| jako umělec      |      |                 |       |
| „Motions“        | 2014 | Peter Szewczyk  |       |
| „Lover's Lies“   | 2017 | Daniel Cummings |       |
| „Vows“           | 2017 | Naomi Scott     |       |
| „Speechles“      | 2019 | Naomi Scott     |       |

## Ocenění a nominace
| Rok  | Ocenění            | Kategorie                        | Práce                          | Výsledek |
| ---- | ------------------ | -------------------------------- | ------------------------------ | -------- |
| 2017 | Teen Choice Awards | nejlepší filmová herečka: sci-fi | Power Rangers: Strážci vesmíru | nominace |